# Amerikaschleiereule
Die Amerikaschleiereule (Tyto furcata) ist eine Art aus der Gattung der Schleiereulen, die in fünf Unterarten in Nord- und Südamerika sowie in der Karibik vorkommt. Sie galt lange als eine Unterart der Schleiereule, wird aber in jüngerer Literatur auf Basis neuerer genetischer Erkenntnisse als eigenständige Art angesehen.

## Merkmale
Die Amerikaschleiereule weist sehr viele Gemeinsamkeiten mit der auch in Mitteleuropa vorkommenden Schleiereule auf. Sie ist eine verhältnismäßig große Art. Die Nominatform erreicht eine Körperlänge von 38 Zentimetern und wiegt zwischen 387 und 500 Gramm. Die Weibchen sind etwas größer als die Männchen. Ansonsten besteht kein auffälliger Geschlechtsdimorphismus.
In ihrem Verbreitungsgebiet kommen mehrere weitere Arten der Schleiereulen vor. Die Hispaniolaschleiereule unterscheidet sich von der Amerikaschleiereule unter anderem durch den aschgrauen Gesichtsschleier. Die Kleine Antillen-Schleiereule ist ebenso wie die Hispaniolaschleiereule auffallend kleiner und hat ein dunkleres Gefieder mit einer bräunlichen Unterseite. Die Curaçao-Schleiereule dagegen ist goldbraun auf der Körperoberseite und weiß auf der Unterseite.

## Verbreitung und Lebensweise
Das Verbreitungsgebiet der Amerikaschleiereule reicht von British Columbia bis nach Mexiko, Zentralamerika, Kuba, Jamaika, Bahamas, Bermuda und Hispaniola. In Südamerika reicht das Verbreitungsgebiet von Kolumbien und Venezuela bis nach Tierra del Fuego. Es handelt sich überwiegend um Standvögel, selbst die nördlichen Populationen bleiben während der kalten Jahreszeit in ihren Brutarealen. Strenge Winter führen hier dazu, dass die Bestände immer wieder stark zurückgehen. Auch darin gleicht die Amerikaschleiereule der Schleiereule der Alten Welt.

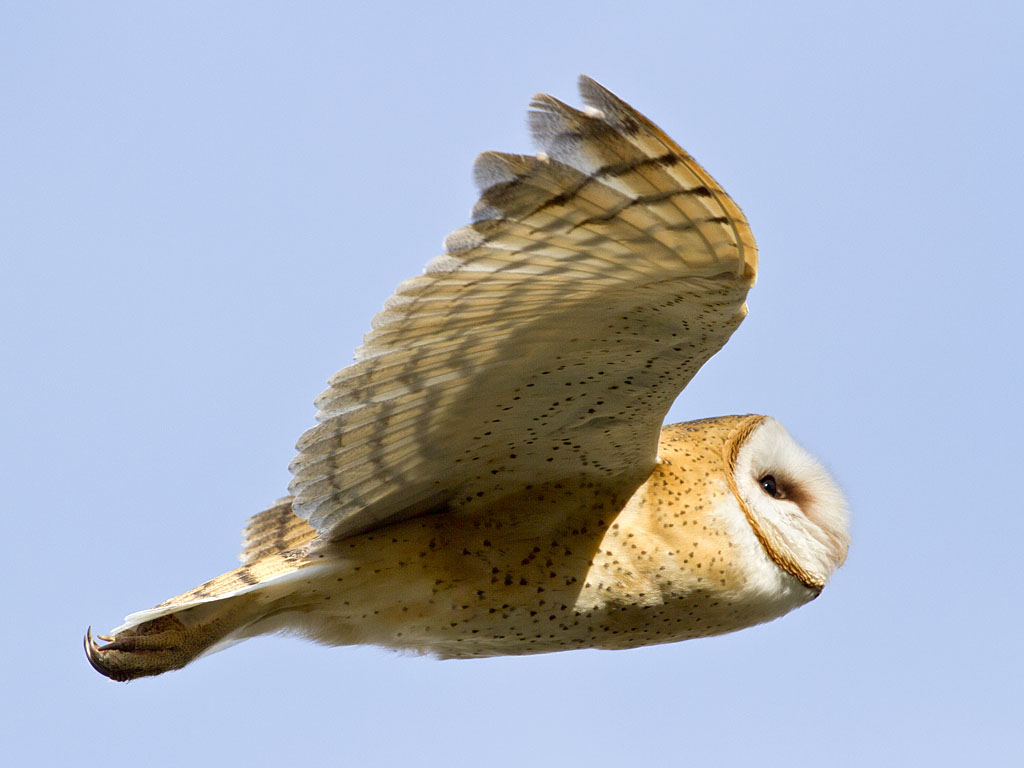
Flugbild von T. f. pratincola, Südkalifornien

## Unterarten
Die folgenden Unterarten werden zur Amerikaschleiereule gerechnet:
| Unterart                                                          | Verbreitungsgebiet | Unterscheidungsmerkmale der einzelnen Unterarten |
| ----------------------------------------------------------------- | --- | --- |
| Amerikaschleiereule Tyto furcata furcata (Temminck, 1827)         | Kuba, Isla de la Juventud, Caymaninseln, Jamaika | siehe Beschreibung oben |
| Nordamerikanische Schleiereule T. f. pratincola (Bonaparte, 1838) | Nord- und Zentralamerika. Die südliche Verbreitungsgrenze verläuft im Osten Guatemalas und Nicaraguas. Verbreitungsschwerpunkt ist der Süden der USA und der Norden Mexikos. | Mit einer Flügellänge von bis zu 370 Millimetern und einer Gesamtlänge von fast 430 Millimetern handelt es sich um eine sehr große Schleiereule. Die Oberseite der Tiere ist hell- bis dunkelorange, manchmal mit grauen Beimischungen, die Unterseite ist schwachorange bis weiß und mit markanten braunen Spitzen gezeichnet. |
| Brasilianische Schleiereule T. f. tuidara (J.E. Gray, 1829)       | Brasilien und Argentinien vom Amazonasgebiet bis zur Südspitze Patagoniens                                                                                                   | Unterart ähnelt in ihrem Aussehen der Mitteleuropäischen Schleiereule, hat allerdings längere Beine. |
| Guayana-Schleiereule T. f. hellmayri Griscom & Greenway, 1937     | Surinam, Französisch-Guayana und Guyana sowie der Norden Brasiliens | Die Oberseite dieser Form ist dunkelgrau bis -braun mit blassgrauen Flecken. Die Unterseite ist schwach rostbraun mit unregelmäßigen braunen kreuzförmigen Flecken. Auch der Schleier ist blassbraun. |
| Peruanische Schleiereule T. f. contempta (Hartert, 1898)          | Peru, Ecuador, Venezuela und Kolumbien | Die Unterart ist hell gefärbt und unterseits weiß mit schwarzen Sprenkeln, manche Individuen sind allerdings auch rostgelb auf der Bauchseite. Ansonsten ähnelt sie der Brasilianischen Schleiereule in der Zeichnung. |

## Amerikaschleiereule als Neozoon
Auf Hawaii wurden Amerikaschleiereule ab 1958 von hawaiianischen Landwirtschaftsministerium zur Bekämpfung von Ratten, welche in Zuckerrohrfeldern Schäden anrichteten, freigelassen. Zunächst nur auf den Inseln Hawaii, Kauaʻi und Oʻahu,  breiteten sie sich dann auf die anderen größeren Inseln aus. Ab 1980 stellte man fest, dass der Neozoon Seevögel fängt. Hauptsächlich wurden von der Amerikaschleiereule Weißkappennoddis und Bulwersturmvögel gefangen. Unter den weiteren sechs Arten waren auch die sehr seltenen Newellsturmtaucher und Hawaiisturmvögel. Ab 2015 startete man mit Erlaubnis von US Fish and Wildlife Service ein Bekämpfungsprogramm. Die Bekämpfung der Amerikaschleiereule wird als wichtiger Baustein zum Schutz der Seevögel auf Hawaii angesehen.

## Belege

### Einzelbelege
1. ↑  König et al., S. 209
2. ↑  König, S. 212
3. ↑  König et al., S. 211
4. ↑  Eike Hartwig: Eingeführte Eule geht auf falsche Nahrung. Seevögel 41, 2020, H. 2: 24–25.